# 347 هـ
347 هـ هي سنة في التقويم الهجري امتدت مقابلةً في التقويم الميلادي بين سنتي 958 و959.

## مواليد
- ابن دراج القسطلي

## وفيات
- أبو الخير الأقطع
- ابن درستويه